# 칠레 올림픽 위원회
칠레 올림픽 위원회(스페인어: Comité Olímpico de Chile)는 칠레의 국가 올림픽 위원회이다. IOC 코드는 CHI이다. 본부는 산티아고에 있으며 범아메리카 스포츠 기구에 소속되어 있다.
1934년에 설립되었으며 같은 해에 국제 올림픽 위원회의 승인을 받았다. 올림픽, 팬아메리칸 게임, 남아메리카 게임을 비롯한 국제 스포츠 대회에 참가하는 칠레의 선수들을 대표한다.

## 같이 보기
- 국제 올림픽 위원회